# جاده ئی۳۵ اروپا
جاده ئی۳۵ اروپا (به انگلیسی: European route E35) یکی از جاده‌های اصلی قاره اروپا است.
این جاده که از شهر آمستردام (هلند) شروع شده، در شهر رم (ایتالیا) به پایان میرسد و مسافت آن ۱۸۱۷ کیلومتر است.